# خوسيه غيلدكسن كليمنت دي بايفا
خوسيه غيلدكسن كليمنت دي بايفا (3 سبتمبر 1987 - 28 نوفمبر 2016) كان يعرف أكثر باسم جيل وكان لاعب كرة قدم برازيلي يلعب لصالح نادي شابيكوينسي كلاعب خط وسط دفاعي ولقد توفي في يوم 28 نوفمبر 2016 بعد عقب كارثة رحلة خطوط لاميا الجوية 2933.

## روابط خارجية
- خوسيه غيلدكسن كليمنت دي بايفا على موقع قاعدة بيانات كرة القدم.إي يو (الإنجليزية)
- خوسيه غيلدكسن كليمنت دي بايفا على موقع Soccerway.com (الإنجليزية)